# Parafia św. Pawła Apostoła w Zduńskiej Woli
Parafia Świętego Pawła Apostoła w Zduńskiej Woli – rzymskokatolicka parafia w Zduńskiej Woli, należąca do diecezji włocławskiej i dekanatu zduńskowolskiego. Obsługiwana przez księży diecezjalnych.

## Historia
Parafia została erygowana 13 kwietnia 2009 r. przez bp. Wiesława Meringa. Jej powołanie nastąpiło w ustanowionym przez papieża Benedykta XVI roku jubileuszowym z okazji 200-lecia urodzin św. Pawła. Tymczasowa kaplica została poświęcona 21 grudnia 2009 r., a w 2011  rozpoczęto budowę kościoła.

## Proboszczowie
- ks. Andrzej Jaworski (od 2009)